# فلاديمير سميرنوف (شخصية أعمال)
فلاديمير سميرنوف (بالروسية: Смирнов, Владимир Алексеевич)‏ (و. 1957  م) هو شخصية أعمال من الاتحاد السوفيتي، وروسيا، ولد في بسكوف، هو عضوٌ في أوزيرو.

## التعليم
تعلم في Saint Petersburg State University of Aerospace Instrumentation ‏
.

## جوائز
حصل على جوائز منها:

ميدالية ترتيب الاستحقاق الوطني في روسيا الدرجة الثانية ‏